# Letland op de Olympische Winterspelen 1992
Tijdens de Olympische Winterspelen van 1992, die in Albertville (Frankrijk) werden gehouden, nam Letland voor de vierde keer deel.

## Deelnemers en resultaten

### Biatlon
| Olympiër                                                            | Discipline             | Resultaat | Prestatie |
| ------------------------------------------------------------------- | ---------------------- | --------- | --- |
| Aivars Bogdanovs                                                    | 10 km (m)              | 40e       | 28.24,2 (+2.21,9) pen.: 1 (0 + 1)                                                                                           |
| Aivars Bogdanovs                                                    | 20 km (m)              | 62e       | 1:04.28,5 (+7.54,1) pen.: 4 (1 + 2 + 0 + 1)                                                                                 |
| Ilmārs Bricis                                                       | 10 km (m)              | 39e       | 28.23,3 (+2.21,0) pen.: 1 (0 + 1)                                                                                           |
| Ilmārs Bricis                                                       | 20 km (m)              | 61e       | 1:04.27,3 (+7.52,9) pen.: 5 (0 + 2 + 1 + 2)                                                                                 |
| Oļegs Maļuhins                                                      | 10 km (m)              | 13e       | 27.17,7 (+1.15,4) pen.: 0 (0 + 0)                                                                                           |
| Oļegs Maļuhins                                                      | 20 km (m)              | 69e       | 1:06.10,1 (+9.35,7) pen.: 6 (1 + 1 + 3 + 1)                                                                                 |
| Gundars Upenieks                                                    | 10 km (m)              | 44e       | 28.32,7 (+2.30,4) pen.: 1 (0 + 1)                                                                                           |
| Gundars Upenieks                                                    | 20 km (m)              | 35e       | 1:02.01,6 (+5.27,2) pen.: 1 (0 + 0 + 0 + 1)                                                                                 |
| Team Oļegs Maļuhins Aivars Bogdanovs Ilmārs Bricis Gundars Upenieks | 4x7,5 km estafette (m) | 16e       | 1:33.31,1 (+8.47,6) pen.: 3 24.47,4 pen.: 2 (0 + 2) 22.29,4 pen.: 0 (0 + 0) 23.46,7 pen.: 1 (0 + 1) 22.27,6 pen.: 0 (0 + 0) |

### Bobsleeën
| Olympiër                                                      | Discipline               | Resultaat | Prestatie                                               |
| ------------------------------------------------------------- | ------------------------ | --------- | ------------------------------------------------------- |
| Zintis Ekmanis Aldis Intlers                                  | 2-mansbob (m) Letland I  | 16e       | 4.06,33 (+3,07) (1.00,94 / 1.01,57 / 1.01,88 / 1.01,94) |
| Sandis Prūsis Adris Plūksna                                   | 2-mansbob (m) Letland II | 15e       | 4.05,62 (+2,36) (1.00,92 / 1.01,40 / 1.01,56 / 1.01,74) |
| Sandis Prūsis Juris Tone Ivars Bērzups Adris Plūksna          | 4-mansbob (m) Letland I  | 14e       | 3.55,92 (+2,02) (59,05 / 59,07 / 58,72 / 59,08)         |
| Zintis Ekmanis Aldis Intlers Boriss Artemjevs Otomārs Rihters | 4-mansbob (m) Letland II | 16e       | 3.56,72 (+2,82) (59,02 / 58,99 / 59,35 / 59,36)         |

### Freestyleskiën
| Olympiër          | Discipline | Resultaat | Prestatie                    |
| ----------------- | ---------- | --------- | ---------------------------- |
| Normunds Aplociņš | moguls (m) | 34e       | dnq (kwalificatie: 17,03 p.) |
| Dans Jansons      | moguls (m) | 42e       | dnq (kwalificatie: 12,93 p.) |

### Kunstrijden
| Olympiër            | Discipline | Resultaat | Prestatie                               |
| ------------------- | ---------- | --------- | --------------------------------------- |
| Konstantīns Kostins | mannen     | 20e       | 31,0 p. (korte kür: 18 - lange kür: 22) |
| Alma Lepina         | vrouwen    | 20e       | 31,0 p. (korte kür: 22 - lange kür: 20) |

### Langlaufen
| Olympiër       | Discipline                    | Resultaat | Prestatie                              |
| -------------- | ----------------------------- | --------- | -------------------------------------- |
| Jānis Hermanis | 10 km klassiek (m)            | 88e       | 35.49,8 (+8.13,8)                      |
| Jānis Hermanis | 30 km klassiek (m)            | 77e       | 1:44.43,2 (+22.15,4)                   |
| Jānis Hermanis | 50 km vrije stijl (m)         | 66e       | 2:37.24,3 (+33.42,8)                   |
| Jānis Hermanis | achtervolging 10 km+15 km (m) | 78e       | +15.11,0 (10 km:35.49 + 15 km:44.59,9) |

### Rodelen
| Olympiër                      | Discipline | Resultaat | Prestatie                                             |
| ----------------------------- | ---------- | --------- | ----------------------------------------------------- |
| Agris Elerts                  | mannen     | 13e       | 3.04,674 (+2,311) (45,785 / 45,906 / 46,456 / 46,527) |
| Anna Orlova                   | vrouwen    | 11e       | 3.08,798 (+2,102) (47,263 / 47,293 / 47,161 / 47,081) |
| Evija Šulce                   | vrouwen    | 14e       | 3.09,207 (+2,511) (47,386 / 47,326 / 47,388 / 47,107) |
| Iluta Gaile                   | vrouwen    | 15e       | 3.09,295 (+2,599) (47,412 / 47,192 / 47,377 / 47,314) |
| Aivars Polis Roberts Suharevs | dubbel     | 11e       | 1.33,949 (+1,896) (46,988 / 46,961)                   |

Algerije · Amerikaanse Maagdeneilanden · Andorra · Argentinië · Australië · België · Bermuda · Bolivia · Brazilië · Bulgarije · Canada · Chili · China · Chinees Taipei · Costa Rica · Cyprus · Denemarken · Duitsland · Estland · Filipijnen · Finland · Frankrijk · Gezamenlijk team · Griekenland · Groot-Brittannië · Honduras · Hongarije · Ierland · IJsland · India · Italië · Jamaica · Japan · Joegoslavië · Kroatië · Letland · Libanon · Liechtenstein · Litouwen · Luxemburg · Marokko · Mexico · Monaco · Mongolië · Nederland · Nederlandse Antillen · Nieuw-Zeeland · Noord-Korea · Noorwegen · Oostenrijk · Polen · Puerto Rico · Roemenië · San Marino · Senegal · Slovenië · Spanje · Swaziland · Tsjecho-Slowakije · Turkije · Verenigde Staten · Zuid-Korea · Zweden · Zwitserland